# マイアヒ・ライフ
「マイアヒ・ライフ」（原題：Live Your Life）は、アメリカ合衆国のラッパーT.I.が2008年に発表した6枚目のスタジオ・アルバム『ペーパー・トレイル: 真実の行方』からの楽曲。この楽曲には客演にポップ/R&B歌手リアーナを迎えており、プロデュースはジャスト・ブレイズが担当している。またこの楽曲は「ホワットエヴァー・ユー・ライク」に続くアルバムからのオフィシャルセカンドシングルとしてもアナウンスされている。この楽曲は2008年のMTV Video Music Awardsにおいてリアーナと共にライヴ・パフォーマンスをしており、これが初披露の場となった。 
2008年9月30日には、iTunes Storeでのダウンロード販売も解禁されている。

## 楽曲構成
この楽曲は、ヨーロッパ、日本などでヒットしたO-Zoneの「恋のマイアヒ」をサンプリングしている。冒頭から"マイアヒ"のメロディーで始まり、T.I.のラップの合間にリアーナが「恋はマイアヒ」のメロディーに乗せ歌うという構成になっている。

## ミュージック・ビデオ
この楽曲のミュージック・ビデオは、2008年10月28日にBETで公式に初演された。また、Youtubeでも配信された。

ビデオでは、T.I.の麻薬取引からの脱出という設定になっている。バーで取引を終えると宣言したT.I.が、その後取引相手に殴られ、車に乗せられて町はずれに連れて行かれてしまう。しかし、T.I.は傷つきながらも、自分が麻薬の取引を終えることができたことに満足する。

## チャート成績
この楽曲「マイアヒ・ライフ」は、アメリカ合衆国のビルボード総合シングルチャートBillboard Hot 100に2008年10月10日付のチャートにエアプレイのみで80位で初登場している。デジタル・ダウンロードが解禁になった翌週付のチャートでは、前週の80位から一気に第1位までジャンプアップした。これによってT.I.は、自身が打ち立てたこのアルバムからのファースト･シングル「ホワットエヴァー・ユー・ライク」での71位から1位へのBillboard Hot 100におけるジャンプアップ記録をわずか6週で更新した。
1位を獲得したことで、「マイアヒ・ライフ」は他にも記録を打ち立てている。この楽曲が1位を獲得したことで、前週1位―計5週にわたって1位を獲得していた同じくT.I.によるシングル「ホワットエヴァー・ユー・ライク」は2位へ後退した。これによりT.I.は1位と2位を独占した。同一のミュージシャンによる1位、2位の独占は2006年にエイコンが達成して以来、約2年ぶりの快挙となった。また、2004年7月にアッシャーの「コンフェッションズ・パート2」が「バーン」から1位を奪って以来、約4年ぶりに同一のミュージシャンによる1位奪取の記録も樹立している。Billboard Hot 100における同一のミュージシャンによる1位奪取は史上9人目の快挙となった。
更にこの楽曲は一週間で335,000ユニットという高いダウンロード数を記録し、Hot 100の構成チャートであるHot Digital Songsチャートでも1位を記録している 。この335,000ユニットという数字は、マライア・キャリーの「タッチ・マイ・ボディ」におけるダウンロード解禁週のセールス286,000ユニットを抜き、フロー・ライダーの「今夜はロウ☆ロウ☆ロウ」の467,000ユニットに次ぐHot Digital Songsチャート史上2番目に大きな週間ダウンロード数となった。
「マイアヒ・ライフ」の1位獲得は、T.I.以外にも記録をもたらしている。この楽曲の1位達成により、客演で参加したリアーナにとっては、Hot 100での1位獲得は自身5作目となった。5作1位は、ソロ女性アーティストではHot 100史上9人目の快挙となった。 T.I.にとっては2作目の1位獲得で、客演も含めると3作目の1位獲得となった。
この楽曲の最初のチャートデビューはBubbling Under R&B/Hip-Hop Singlesチャートでの14位でHot R&B/Hip-Hop Songsチャートに移行してからは77位に初登場している。その翌週には38位まで順位をあげ、更に翌々週には16位まで順位をあげた。翌翌々週には8位まで順位をあげ、トップ10入りを果たしている。
Canadian Hot 100には、2008年10月11日付のチャートに20位で初登場し、翌週にはCanadian Hot 100チャート自身最高位となる5位まで順位をあげた。アイルランド・シングルチャートでは、最高位3位を記録している。

### チャート
| チャート（2008年）                               | 最高 順位 |
| ------------------------------------------------ | --------- |
| アメリカ合衆国・Billboard Hot 100                | 1         |
| アメリカ合衆国・ビルボード Hot R&B/Hip-Hop Songs | 1         |
| アメリカ合衆国・ビルボード Hot Rap Tracks        | 1         |
| アメリカ合衆国・ビルボード Pop 100               | 1         |
| ニュージーランド・シングルチャート               | 2         |
| イギリス・シングルチャート                       | 2         |
| イギリス・R&Bチャート                            | 1         |
| オーストラリア・シングルチャート                 | 3         |
| オーストリア・シングルチャート                   | 5         |
| ユーロチャート                                   | 4         |
| アイルランド・シングルチャート                   | 3         |
| カナダ・シングルチャート                         | 5         |
| オランダ・シングルチャート                       | 5         |
| ノルウェー・シングルチャート                     | 6         |
| スウェーデン・シングルチャート                   | 6         |
| スイス・シングルチャート                         | 8         |
| トルコ・シングルチャート                         | 3         |

| 先代 T.I.「ホワットエヴァー・ユー・ライク」                               | アメリカ合衆国 Billboard Hot 100 第1位 （1度目） 2008年10月18日                 | 次代 ブリトニー・スピアーズ「ウーマナイザー」                             |
| 先代 ブリトニー・スピアーズ「ウーマナイザー」                             | アメリカ合衆国 Billboard Hot 100 第1位 （2度目） 2008年11月15日 - 2008年12月6日 | 次代 ビヨンセ「シングル・レディース（プット・ア・リング・オン・イット）」 |
| 先代 ビヨンセ「シングル・レディース（プット・ア・リング・オン・イット）」 | アメリカ合衆国 Billboard Hot 100 第1位 （3度目） 2008年12月20日                 | 次代 ビヨンセ「シングル・レディース（プット・ア・リング・オン・イット）」 |
| 先代 ケイティ・ペリー「ホット & コールド」                                | アメリカ合衆国 Billboard Pop 100 第1位 2008年12月6日                            | 次代 レディー・ガガ「ジャスト・ダンス」                                   |